# Поджо Сан Лоренцо
По̀джо Сан Лорѐнцо (на италиански: Poggio San Lorenzo) е село и община в Централна Италия, провинция Риети, регион Лацио. Разположено е на 494 m надморска височина. Населението на общината е 582 души (към 2010 г.).